# Syama
 Der er for få eller ingen kildehenvisninger i denne artikel, hvilket er et problem. Du kan hjælpe ved at angive troværdige kilder til de påstande, som fremføres i artiklen.

Syama er den ene af Yamas to hunde. Yama er gud i hinduismen, hvor han leder de døde videre til den næste verden. Hans hunde hedder Syama den sorte og Sabala den plettede.